# Estlands president

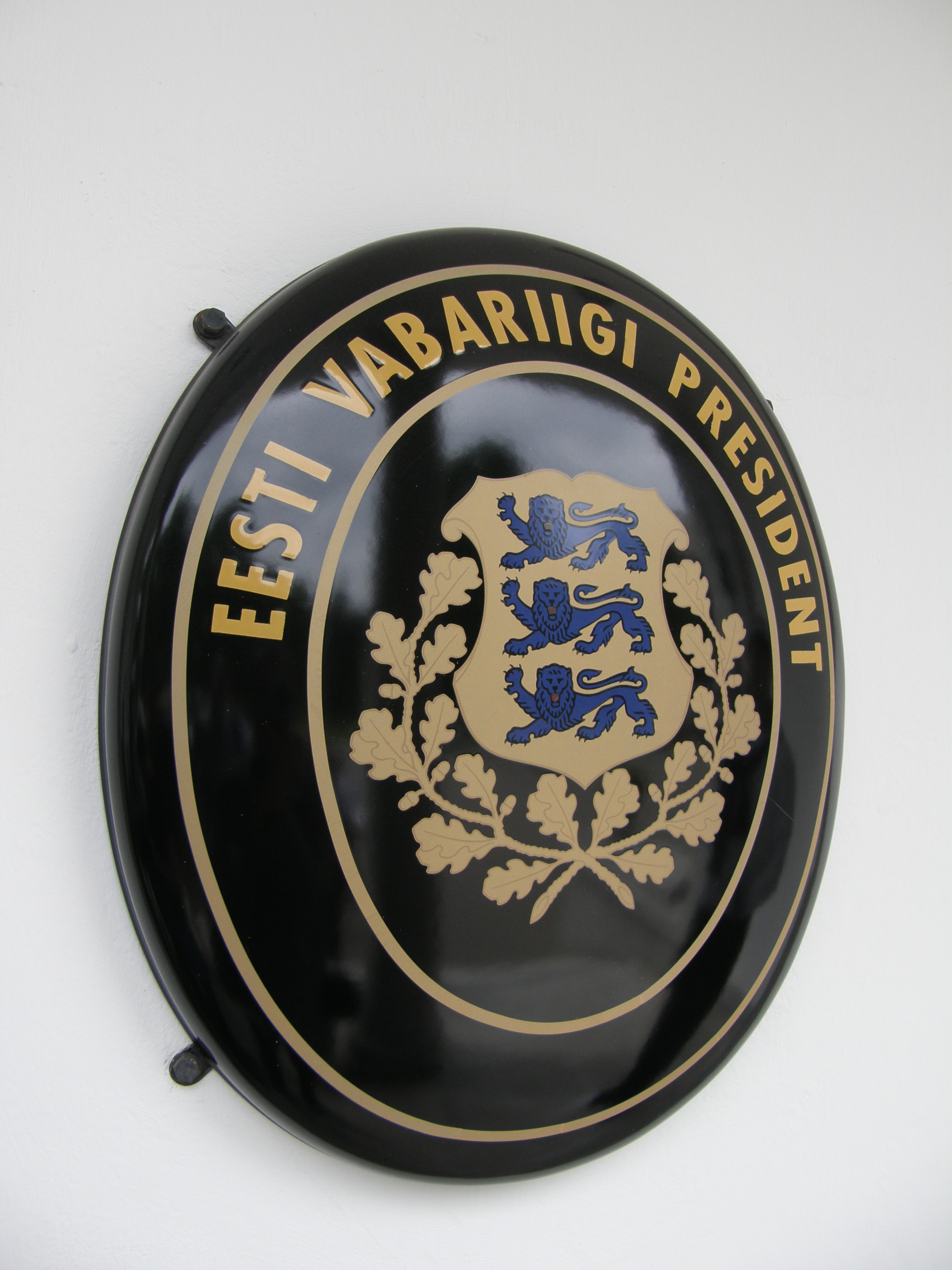
Presidentens vapen vid presidentkansliet.

Estlands president, formellt Republiken Estlands president, (Estniska: Eesti Vabariigi President) är landets statschef och ceremoniella högsta överbefälhavare. 
Alar Karis är Estlands president sedan 11 oktober 2021, den sjätte statschefen med titeln president och den femte sedan den nuvarande konstitutionen antogs och ämbetet återinrättades 1992.
Estlands president har huvudsakligen ceremoniella och representativa plikter, samt nominerar Estlands premiärminister och vissa andra höga statliga ämbeten. Presidenten väljs genom en indirekt valprocess med två tredjedelars kvalificerad majoritet av Riigikogu eller, om detta inte är möjligt, av en absolut majoritet i en valförsamling bestående av Riigikogus ledamöter och representanter för Estlands samtliga kommuner.

## Uppgifter
Estland är en parlamentarisk republik där presidenten huvudsakligen har en ceremoniell och representativ roll. För att understryka den samlande rollen som presidenten bör ha, över partigränser, så får den som tjänstgör som president inte vara medlem i ett politiskt parti, även om presidenterna i allmänhet haft en tidigare partipolitisk bakgrund. Presidenten är formellt högsta överbefälhavare för Estlands försvar och ansvarar bland annat för att utlysa krigstillstånd i händelse av väpnad konflikt, men den militära överbefälhavaren och försvarsministern leder i praktiken de militära styrkorna respektive försvarsministeriet.
Presidenten:
- skriver under internationella överenskommelser som representant för Estland och dess regering, samt kan i undantagsfall representera regeringen i Europeiska rådet i Estlands premiärministers ställe.
- utnämner och avskedar Estlands diplomatiska representanter på regeringens förslag och tar emot utländska diplomater.
- utlyser ordinarie val till Riigikogu och skall under specifika omständigheter även utlysa nyval: 1) om regeringen inte kan få stöd för statsbudgeten i Riigikogu; 2) om ett förslag genom folkomröstning utlyst av Riigikogu inte går igenom; 3) om inte Riigikogu kan välja en premiärminister. Om Riigikogu antar en misstroendeförklaring mot regeringen kan regeringen begära att presidenten skall utlysa nyval, men presidenten kan då välja att utlysa val eller avslå regeringens begäran.
- sammankallar Riigikogu efter allmänna val och öppnar parlamentet.
- föreslår vid behov sammankallande av en extraordinär parlamentssession till Riigikogus talman.
- signerar och proklamerar lagar stiftade av Riigikogu. Presidenten kan inom 14 dagar avslå lagar stiftade av parlamentet, huvudsakligen om de befinns strida mot konstitutionen. I så fall kan presidenten skicka tillbaka lagen till Riigikogu med en motivation av sitt beslut. Parlamentet kan då välja att avslå lagförslaget eller skicka det i ursprungligt skick eller med eventuella ändringar tillbaka till presidenten. Om lagförslaget åter antas i ursprungligt skick avgörs frågan av högsta domstolen, och presidenten måste då rätta sig efter domstolens beslut.
- kan föreslå tillägg och ändringar till konstitutionen för beslut av Riigikogu.
- nominerar Estlands premiärminister efter konsultationer med de politiska partierna. Nomineringen ska sedan ska godkännas av Riigikogu. Om detta förslag inte går igenom kan presidenten ge ett andra förslag; om även detta saknar majoritet övertas regeringsbildningen av Riigikogu.
- utnämner formellt regeringens ministrar som utsetts av premiärministern. Presidenten är skyldig att följa premiärministerns rekommendation.
- nominerar Högsta domstolens ordförande, estniska centralbankens styrelseordförande, riksrevisorn och justitiekanslern, efter konsultationer med de politiska partierna. Kandidaterna måste därefter godkännas av Riigikogu.
- utnämner centralbankschefen på förslag av centralbankens styrelse. Presidenten kan förkasta styrelsens förslag och kräva en ny kandidat ett obegränsat antal gånger.
- utnämner domare på Högsta domstolens förslag och kan ge sitt tillstånd för att häva den juridiska immuniteten för domare.
- utdelar förtjänsttecken, militära och diplomatiska ranger.
- är högsta överbefälhavare för Estlands försvar (i praktiken huvudsakligen ceremoniell, då regeringen, försvarsministern och den militära överbefälhavaren normalt sköter försvarspolitiken och dess verkställande).
- föreslår undantagstillstånd, mobilisering och demobilisering till Riigikogu.
- utlyser undantagstillstånd och allmän mobilisering i händelse av ett militärt anfall mot Estland.
- är ordförande för det rådgivande statliga försvarsrådet, bestående av presidenten, premiärministern, Riigikogus talman, försvarsministern, finansministern, inrikesministern, justitieministern och den militära överbefälhavaren.
- kan benåda dömda brottslingar.
- kan inleda åtalsprocess mot justitiekanslern.

## Val
Presidenten väljs genom indirekt val av den lagstiftande församlingen, Riigikogu, för en mandatperiod om fem år, med högst två mandatperioder i direkt följd. En kandidat måste väljas med två tredjedelars majoritet inom högst tre omgångar. Om ingen kandidat har kunnat väljas med kvalificerad majoritet efter tre omröstningar så sammankallas en särskild valförsamling bestående av Riigikogus ledamöter samt valda ledamöter för alla landets beslutande församlingar på kommunal nivå, som har att välja mellan två kandidater med enkel majoritet. Om den särskilda valförsamlingen efter två omröstningar inte valt en ny president skall enligt Estlands konstitution istället extra presidentval hållas inom 14 dagar. Detta inträffade vid presidentvalet i augusti–oktober 2016, då man i de fem första röstomgångarna misslyckades med att hitta en majoritetskandidat; vid extravalet i oktober valdes Kersti Kaljulaid i den totalt sjätte omgången.

## Historia

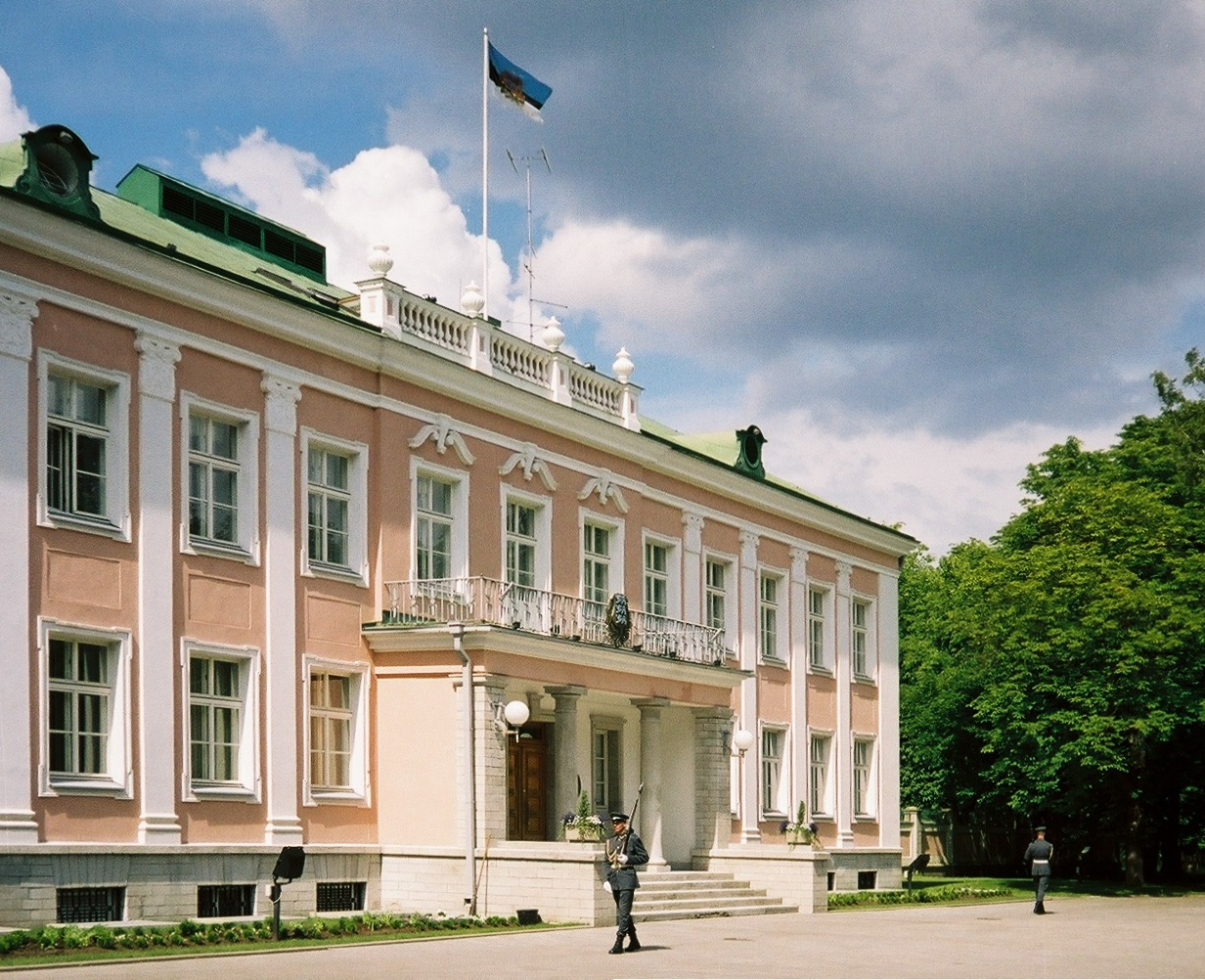
Presidentresidenset vid Kadriorgs slott uppfördes som presidentkansliets administrationsbyggnad 1938.

I 1920 års grundlag, efter självständigheten 1918, hade man ingen president som statschef utan en riksäldste (riigivanem), som även var regeringschef. 1920 års konstitution var parlamentaristisk i sin utformning, och riksäldsten var utsedd av och beroende av parlamentet. 1934 infördes en mer presidentlik roll för riksäldsten, men titeln behölls. Under Konstantin Päts autokratiska regering under 1930-talet kom en ny konstitution att inrätta presidentämbetet 1938, som var betydligt mäktigare än dagens mer ceremoniella roll. Päts var den enda president som valdes under denna konstitution. Posten var formellt vakant efter Sovjetunionens ockupation av Estland 1940 och ersattes i praktiken av andra ämbeten inom Estniska SSR respektive det nazityska Generaldistriktet Estland under den tyska ockupationen 1941–1944.
Den 20 april 1944 förklarade ett hemligt möte, med en valkommitté av representanter för republikens tidigare ledning, den sovjettrogna lydregeringen för olagligen tillsatt. Man förklarade även den tidigare premiärministern Jüri Uluots vara tillförordnad statschef sedan 1940, enligt 1938 års konstitutions successionsordning. I det politiska vakuum som uppstod i samband med de tyska truppernas reträtt ur Estland i september 1944 återtog republiktrogna estländare tillfälligt kontrollen över regeringskvarteren i Tallinn. Uluots, som premiärminister med presidents uppgifter och tillförordnad statschef, utsåg Otto Tief till ny premiärminister den 18 september. Regeringen Tief kunde dock endast behålla kontrollen i fyra dagar innan Röda armén återerövrade Tallinn och fängslade eller avrättade många av regeringens medlemmar, samt återinsatte Estniska SSR:s sovjettrogna regering. Uluots och återstoden av republikens regering flydde till Sverige och bildade en exilregering, som arbetade i enlighet med successionen enligt 1938 års konstitution ända fram till 1992. Republiken Estlands exilregering och västmakterna erkände aldrig Estniska SSR, och endast exilregeringens tillförordnade statschefer medtas därför i den moderna republikens officiella listor. 
I Estniska SSR var ordföranden för presidiet i Estniska SSR:s Högsta sovjet det högsta statliga ämbetet i den socialistiska delrepubliken, men som hela Sovjetunionens ceremoniella statschef fungerade under denna tid ordföranden för Sovjetunionens högsta sovjets presidium. Den sista ordföranden i presidiet för Estniska SSR:s Högsta sovjet var Arnold Rüütel. Rüütel fungerade även som tillförordnad statschef från självständigheten 1991 fram till presidentvalet 1992, som han förlorade, men valdes sedermera till president i presidentvalet 2001. 
Den nuvarande konstitutionen som reglerar presidentens roll gäller sedan 1991, med vissa förändringar; presidentens rätt att utse den högsta militärledningen, efter godkännande av Riigikogu, har överförts på regeringen efter en grundlagsändring 2011. 
Den förste presidenten att väljas efter självständigheten var författaren och filmskaparen Lennart Meri 1992, som även valdes om 1996; han efterträddes av centerkoalitionens Arnold Rüütel 2001, som endast tjänstgjorde en mandatperiod. Den tidigare socialdemokratiske partiledaren och diplomaten Toomas Hendrik Ilves var Estlands fjärde president från 2006 till 2016. I valet 2016 kom Estlands tidigare EU-revisor Kersti Kaljulaid att lanseras som kompromisskandidat efter att flera tidigare valomgångar misslyckats med att hitta en majoritetskandidat; Kaljulaid blev landets första kvinnliga president. Även Alar Karis som efterträdde Kaljulaid 2021 med brett stöd från den politiska mitten har en huvudsakligen icke-politisk bakgrund som universitetsrektor, riksrevisor och museiman.

## Estlands presidenter och statsöverhuvuden sedan 1918

### Premiärministrar
Under republikens första år definierades inget statschefsämbete i konstitutionen. Premiärministern ledde landet i egenskap av regeringschef.

#### Lista över premiärministrar 1918–1920
- Konstantin Päts 12 november 1918 – 8 maj 1919  som premiärminister för den provisoriska regeringen
- Otto August Strandman 8 maj 1919 - 18 november 1919
- Jaan Tõnisson 18 november 1919 – 28 juli 1920
- Ado Birk 28 juli 1920 - 30 juli 1920
- Jaan Tõnisson 30 juli 1920 – 26 oktober 1920
- Ants Piip 26 oktober 1920 - 20 december 1920  (därefter riksäldste)

### Riksäldstar
I 1920 års konstitution inrättades ämbetet Riksäldste (riigivanem), som var republikens statschef fram till 1938, då titeln president infördes. Fram till 1934 var riksäldsten samtidigt regeringschef och tillsattes och avsattes av parlamentet, Riigikogu, men 1934 infördes ett separat premiärministerämbete. Premiärministern, Konstantin Päts, styrde Estland autokratiskt som premiärminister med riksäldstes uppgifter under denna period, utan att någon ordinarie riksäldste valdes. Päts valdes till president 1938 när riksäldsteämbetet avskaffades och ersattes med presidentämbetet.

#### Lista över riksäldstar
| Nr | Namn                  | Porträtt | Ämbetsperiod                        |
| -- | --------------------- | -------- | ----------------------------------- |
| 1  | Ants Piip             |          | 20 december 1920 - 25 januari 1921  |
| 2  | Konstantin Päts       |          | 25 januari 1921 - 21 november 1922  |
| 3  | Juhan Kukk            |          | 21 november 1922 - 2 augusti 1923   |
| 4  | Konstantin Päts       |          | 2 augusti 1923 - 26 mars 1924       |
| 5  | Friedrich Akel        |          | 26 mars 1924 - 16 december 1924     |
| 6  | Jüri Jaakson          |          | 16 december 1924 - 16 december 1925 |
| 7  | Jaan Teemant          |          | 15 december 1925 - 9 december 1927  |
| 8  | Jaan Tõnisson         |          | 9 december 1927 - 4 december 1928   |
| 9  | August Rei            |          | 4 december 1928 - 9 juli 1929       |
| 10 | Otto August Strandman |          | 9 juli 1929 - 12 februari 1931      |
| 11 | Konstantin Päts       |          | 12 februari 1931 - 19 februari 1932 |
| 12 | Jaan Teemant          |          | 19 februari 1932 - 19 juli 1932     |
| 13 | Karl August Einbund   |          | 19 juli 1932 - 1 november 1932      |
| 14 | Konstantin Päts       |          | 1 november 1932 - 18 maj 1933       |
| 15 | Jaan Tõnisson         |          | 18 maj 1933 - 21 oktober 1933       |
| 16 | Konstantin Päts       |          | 21 oktober 1933 - 3 september 1937  |

### Estlands president 1938–1940
Konstantin Päts var den första och enda presidenten i mellankrigstidens Estland. Han fängslades och avsattes vid Sovjetunionens ockupation av Estland 1940.
| Nr | Porträtt | Namn            | Tillträdde    | Avgick       | Politiskt parti | Född och Död                                                                                       |
| -- | --- | --------------- | ------------- | ------------ | --------------- | -------------------------------------------------------------------------------------------------- |
| 1  | | Konstantin Päts | 24 april 1938 | 23 juli 1940 |                 | född 23 februari 1874 i Tahkuranna, Pärnumaa död 18 januari 1956 i Burasjevo, Kalinin Oblast, USSR |
| 1  | 1938 - I omgången - vald av parlamentet och kommunalråd som den enda kandidaten med 219 av 238 röster (92.0%). | Konstantin Päts |               |              |                 | |

### Republiken Estlands premiärministrar med presidents uppgifter (i exil) 1940–1992
President Konstantin Päts fängslades i juli 1940 efter det sovjetiska maktövertagandet i juni, då han även tvingats utnämna Johannes Vares till ny premiärminister i den sovjettrogna lydregeringen. I augusti samma år anslöts Estland till Sovjetunionen som Estniska SSR, där Vares blev ordförande i Högsta sovjet och ceremoniell statschef. 
20 april 1944 hölls ett hemligt möte för den valkommitté av högre politiker och ämbetsmän som enligt 1938 års konstitution skulle utse den tillförordnade presidenten. Kommittén förklarade valet av Vares till premiärminister 1940 för ogiltigt. Jüri Uluots, den tidigare premiärministern, valdes till tillförordnad statschef. I september 1944 utsåg Uluots en kortlivad regering med Otto Tief som premiärminister, under de dagar som förflöt mellan de tyska truppernas reträtt och den sovjetiska återockupationen. Följande medlemmar av Republiken Estlands exilregering i Sverige övertog därefter presidentens uppgifter i obruten följd, enligt den succession som föreskrevs av 1938 års konstitution. 
- Jüri Uluots (1890–1945) – 21 juni 1940 – 9 januari 1945
- August Rei (1886–1963) – 9 januari 1945 – 29 mars 1963
- Aleksander Warma (1890–1970) – 29 mars 1963 – 23 december 1970
- Tõnis Kint (1896–1991) – 23 december 1970 – 1 mars 1990
- Heinrich Mark (1911–2004) – 1 mars 1990 – 15 september 1992

### Estniska SSR 1940–1990
I Estniska SSR, som var en delrepublik inom Sovjetunionen, var formellt det högsta ämbetet ordföranden för Estniska SSR:s Högsta sovjets presidium. Estniska SSR erkändes aldrig av republikens exilregering eller västmakterna. Eftersom en folkomröstning vid självständigheten 1991 förklarat att republiken ser sig som efterföljare till den stat som existerade före Sovjetockupationen 1940, inräknas därför inte Estniska SSR i den nuvarande Republiken Estlands officiella listor över statschefer.

#### Lista över ordförande för Estniska SSR:s Högsta sovjets presidium
| Namn                        | Tillträdde       | Avgick           |
| --------------------------- | ---------------- | ---------------- |
| Johannes Vares              | 25 augusti 1940  | 29 november 1946 |
| Nigol Andresen (tillf.)     | 29 november 1946 | 5 mars 1947      |
| Eduard Päll                 | 5 mars 1947      | 4 juli 1950      |
| August Jakobson             | 4 juli 1950      | 4 februari 1958  |
| Johan Eichfeld              | 4 februari 1958  | 12 oktober 1961  |
| Alexei Müürisepp            | 12 oktober 1961  | 7 oktober 1970   |
| Aleksander Ansberg (tillf.) | 7 oktober 1970   | 22 december 1970 |
| Artur Vader                 | 22 december 1970 | 25 maj 1978      |
| Meta Vannas (tillf.)        | 25 maj 1978      | 26 juli 1978     |
| Johannes Käbin              | 26 juli 1978     | 8 april 1983     |
| Arnold Rüütel               | 8 april 1983     | 29 mars 1990     |

### Tysk ockupation under andra världskriget 1941–1944
1941–1944 var Estland ockuperat av Nazityskland och utgjorde inom detta Generalbezirk Estland i Reichskommissariat Ostland. Under denna tid var Karl-Siegmund Litzmann tysk generalkommissarie och Hjalmar Mäe generaldirektör för det civila estländska självstyret. Johannes Vares och Estniska SSR:s regering befann sig under denna tid i exil i Sovjetunionen.

### Övergångsregering 1990–1992
Arnold Rüütel, som dessförinnan varit ordförande för presidiet i Estniska SSR:s Högsta sovjet, valdes i mars 1990 till ny ordförande i presidiet för Estniska Republikens Högsta sojvet, som fungerade som övergångsparlament under självständighetsprocessen. Efter att Estlands självständighet erkänts 20 augusti 1991 fortsatte Rüutel i rollen som tillförordnad statschef. Han ställde även upp i det första presidentvalet 1992, men förlorade valet mot Lennart Meri i parlamentets omröstning.

### Estlands presidenter sedan 1992–
| Nr | Porträtt | Namn                 | Tillträdde      | Avgick          | Politiskt parti                                          | Född och död                                                               |
| -- | --- | -------------------- | --------------- | --------------- | -------------------------------------------------------- | -------------------------------------------------------------------------- |
| 2  | | Lennart Georg Meri   | 6 oktober 1992  | 8 oktober 2001  | Isamaaliit                                               | född 29 mars 1929 i Tallinn, Harjumaa död 14 mars 2006 i Tallinn, Harjumaa |
| 2  | 1992 – andra omgången – vald av parlamentet med 59 av 101 röster (58.4%). 1996 – femte omgången – omvald av parlamentet och kommunalråd med 196 av 372 röster (52.7%).   | Lennart Georg Meri   |                 |                 |                                                          |                                                                            |
| 3  | | Arnold Rüütel        | 8 oktober 2001  | 9 oktober 2006  | Eestimaa Rahvaliit                                       | född 10 maj 1928 i Laimjala kommun, Saaremaa (Ösel) död 31 december 2024   |
| 3  | 2001 – femte omgången – vald av parlamentet och kommunalråd med 186 av 366 röster (50.8%).                                                                               | Arnold Rüütel        |                 |                 |                                                          |                                                                            |
| 4  | | Toomas Hendrik Ilves | 9 oktober 2006  | 10 oktober 2016 | Sotsiaaldemokraatlik Erakond                             | född 26 december 1953 i Stockholm, Sverige                                 |
| 4  | 2006 – fjärde omgången – vald av parlamentet och kommunalråd med 174 av 345 röster (50.4%). 2011 – första omgången – omvald av parlamentet med 73 av 101 röster (72.3%). | Toomas Hendrik Ilves |                 |                 |                                                          |                                                                            |
| 5  | | Kersti Kaljulaid     | 10 oktober 2016 | 11 oktober 2021 | Oberoende (tidigare Isamaaliit)                          | född 20 december 1969 i Tartu                                              |
| 5  | 2016 – sjätte omgången – vald av parlamentet med 81 av 98 röster (80%).                                                                                                  | Kersti Kaljulaid     |                 |                 |                                                          |                                                                            |
| 6  | | Alar Karis           | 11 oktober 2021 | Nuvarande       | Oberoende (nominerad av Centerpartiet och Reformpartiet) | född 26 mars 1958 i Tartu                                                  |
| 6  | 2021 – andra omgången – vald av parlamentet med 72 av 101 röster (71,3 %).                                                                                               | Alar Karis           |                 |                 |                                                          |                                                                            |